# Мельничук Тарас Русланович
Мельничук Тарас Русланович (нар. 13 жовтня 1991 — пом. 8 грудня 2018) — український актор театру та телебачення, актор Київського академічного театру юного глядача на Липках (2013—2018).

## Навчання
Виростав і навчався в місті Радивилів на Рівненщині. У 2011 році Тарас Мельничук закінчив школу акторської майстерності «Film.ua» (викладачі Ігор Задніпрянний, Оксана Цимбал, Володимир Оселедчик). Потім ще рік навчався в Київській муніципальній академії естрадного та циркового мистецтва (творча майстерня А. Світлякова), яку закінчив у 2012 році.
Також Тарас Мельничук — випускник Київського національного університету театру, кіно і телебачення імені Івана Карпенко-Карого, в якому навчався з 2009 по 2013 роки за спеціальністю «актор театру і кіно».

## Творчість
Тарас Мельничук працював на телебаченні. У 2011—2012 роках в дитячій телепередачі «Школа Доктора Комаровського» грав клоуна Тарика. У 2013 році — «Пекельна Кухня», роль «Кухар Європейського рівня з приготування млинців, жонглер». Також знімався в рекламі. Зокрема у 2012 року грав головну роль вболівальника Coca-Cola — для EURO 2012.
У 2013 році почав свої виступи на сцені Київського академічного театру юного глядача на Липках.

### Робота в театрі
ТЮЗ на Липках
- Юбер (Фрозина «Скнар») — «Мольєріана», Жан-Батист Поклен де Мольєр (2013, реж. Костянтин Дубінін);
- Сажотрус — «Ле Тяб Бет», Михайло Френкель (2013, реж. Віктор Гирич);
- Принц Клаус — «Снігова Королева», Ганс Крістіан Андерсен (2013, реж. В.Гирич);
- Квітень — «Дванадцять місяців», Самуїл Маршак (2013, реж. Максим Михайличенко);
- Тарас Шевченко — «Сон» Т. Г. Шевченка (2014, реж. В.Гирич);
- Ромео — «Ромео і Джульєтта» Вільям Шекспір (2014, реж. В.Гирич);
- Джордж Гіббс — «Наш Городок» Торнтон Уайлдер (2014 року, реж. Д.Богомазов);
- Павло-Емілія — "Прекрасні сабінянки" Леонід Андрєєв (2014, реж. М.Михайличенко);
- Іван Олександрович Хлєстаков — «Ревізор», Микола Гоголь (2015, реж. В.Козьменко-Делінде);
- Підгенерал — «Ярмарковий гармидер». Ян та Ірина Златопольські (2015, реж. В.Гирич).

### Фільмографія
1. 2017 — Ментівські війни (Вольному — воля 7) — Степанов
2. 2016 — Центральна лікарня — Валентин, пацієнт
3. 2016 — Два життя / Чуже життя — продавець мобільних телефонів (Немає в титрах)
4. 2016 — Співачка — Едик
5. 2015 — Пес (7-ма серія «Кощій») — Артур, син Маргарити
6. 2014 — Сни — Кирило
7. 2014 — Справа для двох  — журналіст
8. 2014 — Все повернеться  — студент
9. 2014 — Повернення Мухтара-9 (28-ма серія «Антидот») — Олег
10. 2013 — Повернення Мухтара-8 (86-та серія «Спіритичний сеанс») — Михайло
11. 2012 — Порятунок | Reaching Out (короткометражний фільм; реж. Michael Peckham) — наркодилер
12. 2012 — Леонардо Да Вінчі — Леонардо Да Вінчі (документальний фільм; реж. Михайло Херсонський) — Франческо, спадкоємець Леонардо Да Вінчі
13. 2012 — Повернення Мухтара-8 (37-ма серія) — Федір
14. 2011 — «Справа для двох», журналіст.

## Нагороди
- 2016 — медаль і грамота Кабінету Міністрів України за вагомий особистий внесок у забезпечення розвитку театрального мистецтва та високу професійну майстерність.

## Хобі
- акробатика, пантоміма, жонглювання

## Смерть
Тарас Мельничук помер 8 грудня 2018 року від онкологічного захворювання. Він три роки боровся з гострим мієлоідним лейкозом (раком крові).
У мережі був організований збір коштів на складні операції і лікування Тараса Мельничука, яке проходило в Ізраїлі та Білорусі. Похований у селі Опарипси біля міста Радивилів.